# Zelena akcija
Zelena akcija (ZA), nevladina, nestranačka, neprofitna i dobrovoljna udruga građana i građanki za zaštitu okoliša. Osnovana je 20. siječnja 1990. pod nazivom Zelena akcija Zagreb sa sjedištem u Zagrebu.
Zelena akcija svojim radom želi doprinijeti unaprjeđenju sustava zaštite okoliša na lokalnoj, nacionalnoj i globalnoj razini na način da potiču promjene kroz kampanje, nenasilne direktne akcije, projekte, sudjelovanje javnosti u donošenju odluka i sl. Cilj njihovoa djelovanja je zaštita okoliša i prirode te poticanje razvoja prema niskougljičnom društvu pri čemu se vode principima društvene pravde i sistemske promjene. Najveću pažnju pridaju aktivnostima usmjerenima na poticanje sudjelovanja javnosti u donošenju odluka o okolišu te na poboljšanje kvalitete života u Hrvatskoj. Također dijele informacije, iskustvo i stručnost u području zaštite okoliša drugim udrugama, pojedincima_kama, zajednicama, školama, itd. u Hrvatskoj i šire.
Djelovanje ZA temelji se na radu volontera i volonterki, odnosno aktivista i aktivistkinja, koje podržava profesionalni tim. ZA nije povezana s niti jednom političkom strankom.
Zelena akcija je članica najveće mreže udruga za zaštitu okoliša na svijetu Friends of the Earth.
Predsjednik Zelene akcije je Luka Tomac.
"Zelena akcija, kao najveća i najjača udruga za zaštitu okoliša u Hrvatskoj, ima zadaću otvarati najizazovnija i najteža pitanja zaštite okoliša te aktivno raditi na njihovom rješavanju. Pri tom želimo sačuvati aktivistički način djelovanja utemeljen na stručnim i znanstvenim činjenicama." (Iz statuta udruge)

## Povijest
Zelena akcija Zagreb registrirana je 19. veljače 1990. rješenjem kojim se odobrava upis Zelene akcije Zagreb u registar društvenih organizacija Socijalističke Republike Hrvatske. Poslije se Zelena akcija nije preregistrirala temeljem Zakona o političkim organizacijama (11. svibnja 1990.), već se registrirala 30. lipnja 1998. kao udruga. Sudjelovala je u koaliciji »Europskoj zelenoj listi«, obznanjenoj 15. ožujka 1990., te je u četiri izborne jedinice ostvarila ukupno 7246 glasova na prvim višestranačkim izborima u Hrvatskoj. Zelena je akcija Zagreb nastavila djelovati temeljem Zakona o društvenim organizacijama i udruženjima građana do donošenja Zakona o udrugama (15. srpnja 1997.). Zakonom o udrugama Zelena akcija Zagreb bila je dužna uskladiti svoj statut u roku od šest mjeseci od dana stupanja na snagu prethodno navedenoga Zakona (15. srpnja 1997.) te je u tome roku bila dužna podnijeti prijavu tijelu nadležnom za registraciju radi upisa u registar udruga. Registrirala se kao udruga 30. lipnja 1998. godine.

## Poveznice
- Svarun

## Vanjske poveznice
• Mrežna stranica Zelene akcije